# Шахтёр (футбольный клуб, Кызыл-Кия)
«Шахтёр» — киргизский футбольный клуб из города Кызыл-Кия Баткенской области. Серебряный (1994) и бронзовый (1995) призёр чемпионата Кыргызстана, обладатель (1995) и финалист (1999) Кубка Кыргызстана. С 2011 года непрерывно выступает в Южной зоне Первой лиги.

## Названия
- 1936 — команда города Кызыл-Кия.
- 1956 — «Шахтёр».
- 1962 — команда города Кызыл-Кия.
- 1967—1976 — «Шахтёр».
- 1987 — «Машиностроитель».
- 1992—1997 — «Семетей».
- 1997 — «Семетей-Динамо».
- 1998—2001 — «Семетей».
- 2001—2005 — ФК «Кызыл-Кия».
- 2006 — «Шахтёр».
- 2007 — ФК «Кызыл-Кия».
- 2011 — н. в. — «Шахтёр».

## История
Клуб основан не позднее 1936 года, когда под названием «Команда города Кызыл-Кия» стал бронзовым призёром чемпионата Киргизской ССР. Позднее в советский период выступал под названиями «Шахтёр», «Машиностроитель» и «Семетей».
В 1976 и 1987 годах становился серебряным призёром чемпионата Республики, а в 1972 году — обладателем Кубка Республики. В том же году принял участие в Кубке СССР среди коллективов физкультуры. В соревнованиях мастеров в СССР не выступал.
После создания независимого чемпионата Кыргызстана клуб под названием «Семетей» был включён в Высшую лигу. Наиболее удачными для команды были сезоны 1994 и 1995 годов, когда она завоевала серебро и бронзу национального чемпионата, а также стала обладателем Кубка страны-1995.
В середине 1990-х годов «Семетей» принимал участие в Азиатских клубных турнирах и Кубке Содружества.
В 1996 году игроки основного состава перешли во вновь созданный клуб «Металлург» (Кадамджай), который стал чемпионом того сезона. Однако на следующий год они вернулись обратно.
«Семетей» же выступал игроками резервного состава и занял в 1996 году последнее, 12-е место.
К концу 1990-х годов результаты клуба не улучшились, а в первой половине 2000-х годов он балансировал между Высшей и Первой лигами. В 1999 году «Семетей» стал финалистом Кубка Кыргызстана.
Последним на данный момент сезоном в Высшей лиге стал 2006 год. В 2010-е годы клуб регулярно играл в Южной зоне Первой лиги. В 2013 и 2017 годах был серебряным призёром турнира, а в 2018 году — победителем.

## Стадион
Выступает на стадионе имени Т. Кулатова (ранее — «Шахтёр», Центральный), вмещающем 2500 зрителей.

## Таблица выступлений
| Год  | Лига                      | Место      | И          | В          | Н          | П          | Мячи       |
| ---- | ------------------------- | ---------- | ---------- | ---------- | ---------- | ---------- | ---------- |
| 1992 | Высшая                    | 5 из 12    | 22         | 10         | 4          | 8          | 40-36      |
| 1993 | Высшая                    | 7 из 17    | 32         | 15         | 6          | 11         | 61-45      |
| 1994 | Высшая                    | 2 из 14    | 26         | 19         | 6          | 1          | 83-16      |
| 1995 | Высшая (зона «Б»)         | 3 из 8     | 14         | 8          | 4          | 2          | 33-17      |
| 1995 | Высшая (финал)            | 3 из 8     | 14         | 8          | 4          | 2          | 23-8       |
| 1996 | Высшая                    | 12 из 12   | 22         | 3          | 1          | 18         | 21-72      |
| 1997 | Высшая                    | 6 из 10    | 18         | 7          | 4          | 7          | 28-25      |
| 1998 | Высшая (зона «Юг»)        | 1 из 12    | 22         | 18         | 2          | 2          | 69-10      |
| 1998 | Высшая (финал)            | 7 из 8     | 14         | 2          | 2          | 10         | 10-24      |
| 1999 | Высшая                    | 9 из 12    | 22         | 9          | 2          | 11         | 34-29      |
| 2000 | Высшая                    | 10 из 12   | 22         | 5          | 1          | 16         | 24-52      |
| 2001 | Высшая                    | снялся     | 2          | 0          | 0          | 2          | 1-13       |
| 2001 | Первая (зона «Юг»)        | нет данных | нет данных | нет данных | нет данных | нет данных | нет данных |
| 2002 | Высшая                    | 8 из 10    | 18         | 3          | 5          | 10         | 25-40      |
| 2004 | Первая (зона «Ош», финал) | 3 из 4     | 6          | 1          | 1          | 4          | 3-11       |
| 2006 | Высшая (зона «Юг»)        | 3 из 6     | 10         | 6          | 0          | 4          | 32-23      |
| 2011 | Первая (зона «Юг»)        | нет данных | нет данных | нет данных | нет данных | нет данных | нет данных |
| 2012 | Первая (зона «Ош»)        | 3 из 8     | 14         | 8          | 1          | 5          | 35-24      |
| 2013 | Первая (зона «Юг»)        | 2 из 7     | 12         | 7          | 2          | 3          | 30-20      |
| 2014 | Первая (зона «Юг»)        | 3 из 8     | 14         | 8          | 2          | 4          | 45-24      |
| 2015 | Первая (зона «Юг»)        | 4 из 8     | 14         | 6          | 1          | 7          | 31-32      |
| 2016 | Первая (зона «Юг»)        | 4 из 8     | 14         | 8          | 1          | 5          | 28-27      |
| 2017 | Первая (зона «Юг»)        | 2 из 7     | 12         | 8          | 2          | 2          | 24-15      |
| 2018 | Первая (зона «Юг»)        | 1 из 6     | 20         | 15         | 1          | 4          | 59-32      |

## Статистика выступлений в Азиатских кубках
| Сезон   | Турнир                        | Раунд | Клуб                    | Дома | На выезде | Итого |
| ------- | ----------------------------- | ----- | ----------------------- | ---- | --------- | ----- |
| 1996/97 | Кубок обладателей кубков Азии | 1-й   | Пахтакор (Пролетарск)   | 3:1  | 2:0       | 5:1   |
| 1996/97 | Кубок обладателей кубков Азии | 2-й   | Ордабасы-СКИФ (Шымкент) | 1:0  | 2:7       | 3:7   |

## Тренеры
- Рашид Урмеев (~1995),
- Александр Калашников (1999—2001),
- Рашид Урмеев (~2001),
- Кошбеков Тавакал Ураимович (~2010-е),
- Рустам Ахунов (2018).